# ريتشارد توماس نولان
ريتشارد توماس نولان (بالإنجليزية: Richard Thomas Nolan)‏ هو فيلسوف وكنسي أمريكي، ولد في 30 مايو 1937 في والثام في الولايات المتحدة.